# Champtauroz
Champtauroz (toponimo francese) è un comune svizzero di 130 abitanti del Canton Vaud, nel distretto della Broye-Vully.

## Geografia fisica
Champtauroz si trova a 692 metri sul livello del mare, 13 km a sudovest del capoluogo del distretto di Payerne.

## Monumenti e luoghi d'interesse
- Chiesa riformata, eretta nel 1900[2].

## Società

### Evoluzione demografica
L'evoluzione demografica è riportata nella seguente tabella:
Abitanti censiti

## Amministrazione
Ogni famiglia originaria del luogo fa parte del cosiddetto comune patriziale e ha la responsabilità della manutenzione di ogni bene ricadente all'interno dei confini del comune.